# Cupaniopsis tomentella

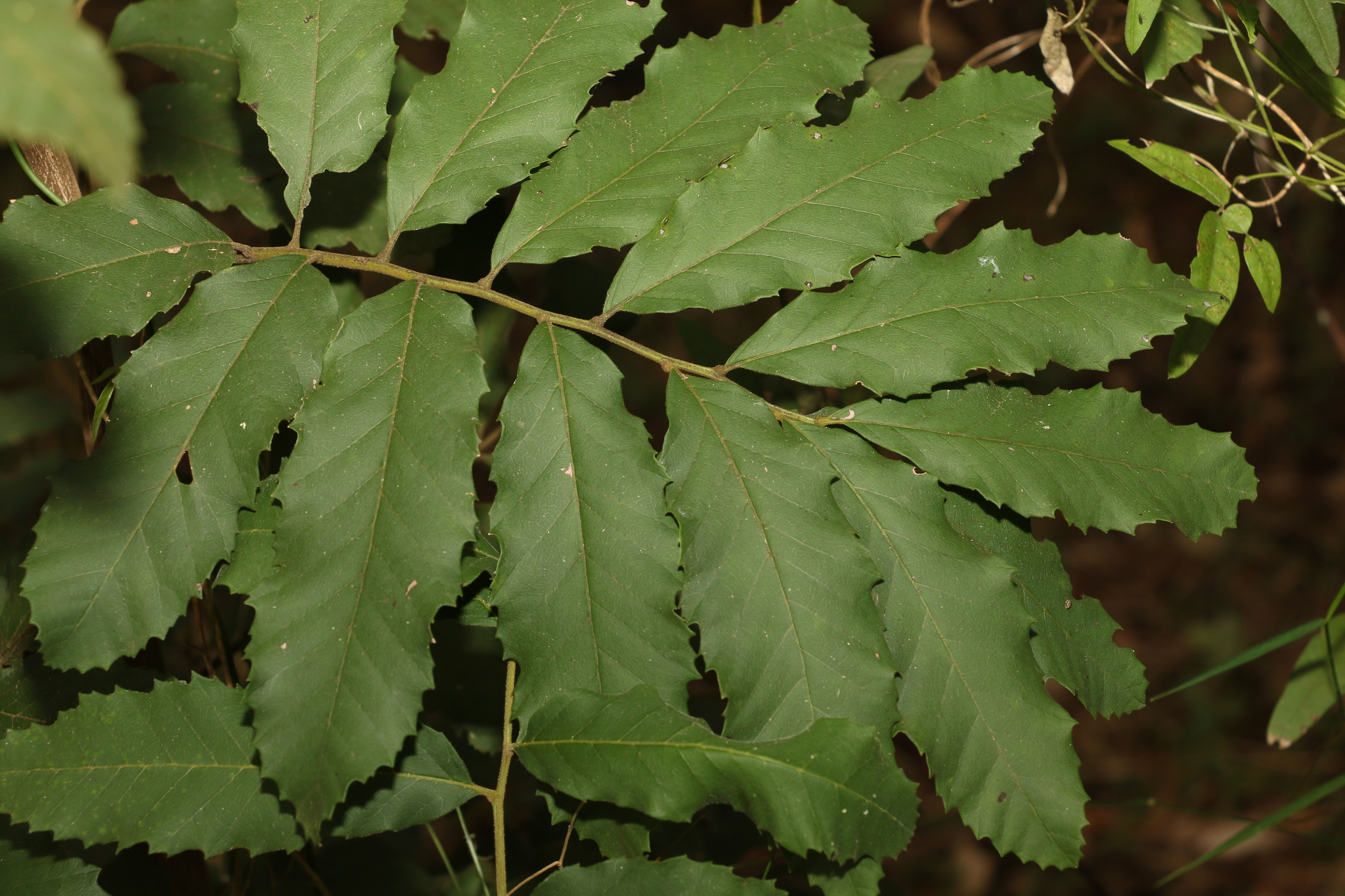
Löv av växten

Cupaniopsis tomentella är en kinesträdsväxtart som först beskrevs av Ferdinand von Mueller och George Bentham, och fick sitt nu gällande namn av Sally T. Reynolds. Cupaniopsis tomentella ingår i släktet Cupaniopsis och familjen kinesträdsväxter. Inga underarter finns listade i Catalogue of Life.